# 3e étape du Tour d'Espagne 2019
Pour un article plus général, voir Tour d'Espagne 2019.
La 3e étape du Tour d'Espagne 2019 se déroule le lundi 26 août 2019, sous la forme d'une étape de plaine, entre Ibi et Alicante, sur une distance de 186 km.

## Résultats

### Classement de l'étape
| \| Classement de l'étape \| Classement de l'étape \| Classement de l'étape \| Classement de l'étape \| Classement de l'étape \| \| Coureur \| Coureur \| Pays \| Équipe \| Temps \| \| --------------------- \| --------------------- \| --------------------- \| ---------------------- \| --------------------- \| \| 1er \| Sam Bennett \| Irlande \| Bora-Hansgrohe \| 4 h 25 min 02 s \| \| 2e \| Edward Theuns \| Belgique \| Trek-Segafredo \| + 0 s \| \| 3e \| Luka Mezgec \| Slovénie \| Mitchelton-Scott \| + 0 s \| \| 4e \| Jon Aberasturi \| Espagne \| Caja Rural-Seguros RGA \| + 0 s \| \| 5e \| Phil Bauhaus \| Allemagne \| Bahrain-Merida \| + 0 s \| |                |           |                        |                 |
| |                |           |                        |                 |
| Source : ProCyclingStats |                |           |                        |                 |
| Classement de l'étape |                |           |                        |                 |
| Coureur | Coureur        | Pays      | Équipe                 | Temps           |
| 1er | Sam Bennett    | Irlande   | Bora-Hansgrohe         | 4 h 25 min 02 s |
| 2e | Edward Theuns  | Belgique  | Trek-Segafredo         | + 0 s           |
| 3e | Luka Mezgec    | Slovénie  | Mitchelton-Scott       | + 0 s           |
| 4e | Jon Aberasturi | Espagne   | Caja Rural-Seguros RGA | + 0 s           |
| 5e | Phil Bauhaus   | Allemagne | Bahrain-Merida         | + 0 s           |

## Classements à l'issue de l'étape

### Classement général
| \| Classement général \| Classement général \| Classement général \| Classement général \| Classement général \| \| Coureur \| Coureur \| Pays \| Équipe \| Temps \| \| ------------------ \| ------------------ \| ------------------ \| ------------------ \| ------------------ \| \| 1er \| Nicolas Roche \| Irlande \| Team Sunweb \| 9 h 51 min 14 s \| \| 2e \| Nairo Quintana \| Colombie \| Movistar Team \| + 2 s \| \| 3e \| Rigoberto Urán \| Colombie \| EF Education First \| + 8 s \| \| 4e \| Mikel Nieve \| Espagne \| Mitchelton-Scott \| + 22 s \| \| 5e \| Miguel Ángel López \| Colombie \| Astana \| + 33 s \| |                    |          |                    |                 |
| |                    |          |                    |                 |
| Source : ProCyclingStats |                    |          |                    |                 |
| Classement général |                    |          |                    |                 |
| Coureur | Coureur            | Pays     | Équipe             | Temps           |
| 1er | Nicolas Roche      | Irlande  | Team Sunweb        | 9 h 51 min 14 s |
| 2e | Nairo Quintana     | Colombie | Movistar Team      | + 2 s           |
| 3e | Rigoberto Urán     | Colombie | EF Education First | + 8 s           |
| 4e | Mikel Nieve        | Espagne  | Mitchelton-Scott   | + 22 s          |
| 5e | Miguel Ángel López | Colombie | Astana             | + 33 s          |

| Classement par points | Classement par points | Classement par points | Classement par points  | Classement par points |
| Coureur               | Coureur               | Pays                  | Équipe                 | Points                |
| --------------------- | --------------------- | --------------------- | ---------------------- | --------------------- |
| 1er                   | Nairo Quintana        | Colombie              | Movistar Team          | 25 pts                |
| 2e                    | Sam Bennett           | Irlande               | Bora-Hansgrohe         | 25 pts                |
| 3e                    | Nicolas Roche         | Irlande               | Team Sunweb            | 20 pts                |
| 4e                    | Edward Theuns         | Belgique              | Trek-Segafredo         | 20 pts                |
| 5e                    | Primož Roglič         | Slovénie              | Team Jumbo-Visma       | 18 pts                |
| 6e                    | Rigoberto Urán        | Colombie              | EF Education First     | 14 pts                |
| 7e                    | Jon Aberasturi        | Espagne               | Caja Rural-Seguros RGA | 14 pts                |
| 8e                    | Sergio Higuita        | Colombie              | EF Education First     | 13 pts                |
| 9e                    | Fabio Aru             | Italie                | UAE Team Emirates      | 12 pts                |
| 10e                   | Phil Bauhaus          | Allemagne             | Bahrain-Merida         | 12 pts                |

| Classement par points | Classement par points | Classement par points | Classement par points  | Classement par points |
| Coureur               | Coureur               | Pays                  | Équipe                 | Points                |
| --------------------- | --------------------- | --------------------- | ---------------------- | --------------------- |
| 1er                   | Nairo Quintana        | Colombie              | Movistar Team          | 25 pts                |
| 2e                    | Sam Bennett           | Irlande               | Bora-Hansgrohe         | 25 pts                |
| 3e                    | Nicolas Roche         | Irlande               | Team Sunweb            | 20 pts                |
| 4e                    | Edward Theuns         | Belgique              | Trek-Segafredo         | 20 pts                |
| 5e                    | Primož Roglič         | Slovénie              | Team Jumbo-Visma       | 18 pts                |
| 6e                    | Rigoberto Urán        | Colombie              | EF Education First     | 14 pts                |
| 7e                    | Jon Aberasturi        | Espagne               | Caja Rural-Seguros RGA | 14 pts                |
| 8e                    | Sergio Higuita        | Colombie              | EF Education First     | 13 pts                |
| 9e                    | Fabio Aru             | Italie                | UAE Team Emirates      | 12 pts                |
| 10e                   | Phil Bauhaus          | Allemagne             | Bahrain-Merida         | 12 pts                |

| Classement de la montagne | Classement de la montagne | Classement de la montagne | Classement de la montagne     | Classement de la montagne |
| Coureur                   | Coureur                   | Pays                      | Équipe                        | Points                    |
| ------------------------- | ------------------------- | ------------------------- | ----------------------------- | ------------------------- |
| 1er                       | Ángel Madrazo             | Espagne                   | Burgos-BH                     | 14 pts                    |
| 2e                        | Alejandro Valverde        | Espagne                   | Movistar Team                 | 5 pts                     |
| 3e                        | Sander Armée              | Belgique                  | Lotto-Soudal                  | 4 pts                     |
| 4e                        | Pierre Latour             | France                    | AG2R La Mondiale              | 3 pts                     |
| 5e                        | Jonathan Lastra           | Espagne                   | Caja Rural-Seguros RGA        | 3 pts                     |
| 6e                        | Ruben Guerreiro           | Portugal                  | Katusha-Alpecin               | 2 pts                     |
| 7e                        | Héctor Sáez               | Espagne                   | Euskadi Basque Country-Murias | 2 pts                     |
| 8e                        | Omar Fraile               | Espagne                   | Astana                        | 1 pt                      |
| 9e                        | George Bennett            | Nouvelle-Zélande          | Team Jumbo-Visma              | 1 pt                      |
| 10e                       | Diego Rubio               | Espagne                   | Burgos-BH                     | 1 pt                      |

| Classement de la montagne | Classement de la montagne | Classement de la montagne | Classement de la montagne     | Classement de la montagne |
| Coureur                   | Coureur                   | Pays                      | Équipe                        | Points                    |
| ------------------------- | ------------------------- | ------------------------- | ----------------------------- | ------------------------- |
| 1er                       | Ángel Madrazo             | Espagne                   | Burgos-BH                     | 14 pts                    |
| 2e                        | Alejandro Valverde        | Espagne                   | Movistar Team                 | 5 pts                     |
| 3e                        | Sander Armée              | Belgique                  | Lotto-Soudal                  | 4 pts                     |
| 4e                        | Pierre Latour             | France                    | AG2R La Mondiale              | 3 pts                     |
| 5e                        | Jonathan Lastra           | Espagne                   | Caja Rural-Seguros RGA        | 3 pts                     |
| 6e                        | Ruben Guerreiro           | Portugal                  | Katusha-Alpecin               | 2 pts                     |
| 7e                        | Héctor Sáez               | Espagne                   | Euskadi Basque Country-Murias | 2 pts                     |
| 8e                        | Omar Fraile               | Espagne                   | Astana                        | 1 pt                      |
| 9e                        | George Bennett            | Nouvelle-Zélande          | Team Jumbo-Visma              | 1 pt                      |
| 10e                       | Diego Rubio               | Espagne                   | Burgos-BH                     | 1 pt                      |

| Classement du meilleur jeune | Classement du meilleur jeune | Classement du meilleur jeune | Classement du meilleur jeune | Classement du meilleur jeune |
| Coureur                      | Coureur                      | Pays                         | Équipe                       | Temps                        |
| ---------------------------- | ---------------------------- | ---------------------------- | ---------------------------- | ---------------------------- |
| 1er                          | Miguel Ángel López           | Colombie                     | Astana                       | 9 h 51 min 47 s              |
| 2e                           | Sergio Higuita               | Colombie                     | EF Education First           | + 4 s                        |
| 3e                           | Alex Aranburu                | Espagne                      | Caja Rural-Seguros RGA       | + 37 s                       |
| 4e                           | Tadej Pogačar                | Slovénie                     | UAE Team Emirates            | + 1 min 07 s                 |
| 5e                           | James Knox                   | Royaume-Uni                  | Deceuninck-Quick Step        | + 1 min 08 s                 |
| 6e                           | Daniel Martínez              | Colombie                     | EF Education First           | + 1 min 13 s                 |
| 7e                           | Hugh Carthy                  | Royaume-Uni                  | EF Education First           | + 1 min 13 s                 |
| 8e                           | Kilian Frankiny              | Suisse                       | Groupama-FDJ                 | + 1 min 22 s                 |
| 9e                           | Mark Padun                   | Ukraine                      | Bahrain-Merida               | + 1 min 32 s                 |
| 10e                          | Ruben Guerreiro              | Portugal                     | Katusha-Alpecin              | + 1 min 39 s                 |

| Classement du meilleur jeune | Classement du meilleur jeune | Classement du meilleur jeune | Classement du meilleur jeune | Classement du meilleur jeune |
| Coureur                      | Coureur                      | Pays                         | Équipe                       | Temps                        |
| ---------------------------- | ---------------------------- | ---------------------------- | ---------------------------- | ---------------------------- |
| 1er                          | Miguel Ángel López           | Colombie                     | Astana                       | 9 h 51 min 47 s              |
| 2e                           | Sergio Higuita               | Colombie                     | EF Education First           | + 4 s                        |
| 3e                           | Alex Aranburu                | Espagne                      | Caja Rural-Seguros RGA       | + 37 s                       |
| 4e                           | Tadej Pogačar                | Slovénie                     | UAE Team Emirates            | + 1 min 07 s                 |
| 5e                           | James Knox                   | Royaume-Uni                  | Deceuninck-Quick Step        | + 1 min 08 s                 |
| 6e                           | Daniel Martínez              | Colombie                     | EF Education First           | + 1 min 13 s                 |
| 7e                           | Hugh Carthy                  | Royaume-Uni                  | EF Education First           | + 1 min 13 s                 |
| 8e                           | Kilian Frankiny              | Suisse                       | Groupama-FDJ                 | + 1 min 22 s                 |
| 9e                           | Mark Padun                   | Ukraine                      | Bahrain-Merida               | + 1 min 32 s                 |
| 10e                          | Ruben Guerreiro              | Portugal                     | Katusha-Alpecin              | + 1 min 39 s                 |

| Classement par équipes | Classement par équipes     | Classement par équipes | Classement par équipes |
| Équipe                 | Équipe                     | Pays                   | Temps                  |
| ---------------------- | -------------------------- | ---------------------- | ---------------------- |
| 1re                    | Team Sunweb                | Allemagne              | 29 h 06 min 18 s       |
| 2e                     | EF Education First         | États-Unis             | + 2 s                  |
| 3e                     | Movistar Team              | Espagne                | + 6 s                  |
| 4e                     | Mitchelton-Scott           | Australie              | + 16 s                 |
| 5e                     | Team Jumbo-Visma           | Pays-Bas               | + 35 s                 |
| 6e                     | UAE Team Emirates          | Émirats arabes unis    | + 1 min 02 s           |
| 7e                     | Astana                     | Kazakhstan             | + 1 min 33 s           |
| 8e                     | AG2R La Mondiale           | France                 | + 2 min 10 s           |
| 9e                     | Caja Rural-Seguros RGA     | Espagne                | + 2 min 10 s           |
| 10e                    | Cofidis, Solutions Crédits | France                 | + 2 min 16 s           |

| Classement par équipes | Classement par équipes     | Classement par équipes | Classement par équipes |
| Équipe                 | Équipe                     | Pays                   | Temps                  |
| ---------------------- | -------------------------- | ---------------------- | ---------------------- |
| 1re                    | Team Sunweb                | Allemagne              | 29 h 06 min 18 s       |
| 2e                     | EF Education First         | États-Unis             | + 2 s                  |
| 3e                     | Movistar Team              | Espagne                | + 6 s                  |
| 4e                     | Mitchelton-Scott           | Australie              | + 16 s                 |
| 5e                     | Team Jumbo-Visma           | Pays-Bas               | + 35 s                 |
| 6e                     | UAE Team Emirates          | Émirats arabes unis    | + 1 min 02 s           |
| 7e                     | Astana                     | Kazakhstan             | + 1 min 33 s           |
| 8e                     | AG2R La Mondiale           | France                 | + 2 min 10 s           |
| 9e                     | Caja Rural-Seguros RGA     | Espagne                | + 2 min 10 s           |
| 10e                    | Cofidis, Solutions Crédits | France                 | + 2 min 16 s           |

## Abandons
Mickaël Delage  Groupama-FDJ abandon